# مرادآباد (بخش مرکزی سلسله)
مرادآباد یک روستا در ایران است که در بخش مرکزی شهرستان سلسله در استان لرستان واقع شده‌است.

## جمعیت
این روستا در دهستان هنام قرار دارد و براساس سرشماری مرکز آمار ایران در سال ۱۳۸۵، جمعیت آن ۴۸ نفر (۱۱ خانوار) بوده‌است.